# Савінья
Савінья́ (фр. Savigna) — колишній муніципалітет у Франції, у регіоні Бургундія-Франш-Конте, департамент Жура. Населення — 114 осіб (2011).
Муніципалітет був розташований на відстані близько 370 км на південний схід від Парижа, 100 км на південь від Безансона, 27 км на південь від Лонс-ле-Соньє.

## Історія
У 1956-2015 роках муніципалітет перебував у складі регіону Франш-Конте. Від 1 січня 2016 року належав до нового об'єднаного регіону Бургундія-Франш-Конте.
1 січня 2017 року Савінья, Шатонне, Фетіньї i Ленья було об'єднано в новий муніципалітет Вальзен-ан-Петіт-Монтань.

## Демографія
Динаміка населення (Insee, Ehess ):
Розподіл населення за віком та статтю (2006):
| Стать | Всього | До 15 років | 15-24 | 25-44 | 45-64 | 65-85 | Понад 85 |
| --- | ------ | ----------- | ----- | ----- | ----- | ----- | -------- |
| Чоловіки | 56     | 16          | 0     | 20    | 8     | 12    | 0        |
| Жінки | 44     | 4           | 0     | 20    | 4     | 16    | 0        |
| \| Статево-вікова піраміда \| Статево-вікова піраміда \| Статево-вікова піраміда \| \| ----------------------- \| ----------------------- \| ----------------------- \| \| Чоловіки \| Вік \| Жінки \| \| 0 \| 85 + \| 0 \| \| 4 \| 80-84 \| 0 \| \| 8 \| 75-79 \| 0 \| \| 0 \| 70-74 \| 8 \| \| 0 \| 65-69 \| 8 \| \| 0 \| 60-64 \| 0 \| \| 4 \| 55-59 \| 4 \| \| 0 \| 50-54 \| 0 \| \| 4 \| 45-49 \| 0 \| \| 0 \| 40-44 \| 8 \| \| 4 \| 35-39 \| 8 \| \| 4 \| 30-34 \| 0 \| \| 12 \| 25-29 \| 4 \| \| 0 \| 20-24 \| 0 \| \| 0 \| 15-20 \| 0 \| \| 12 \| 10-14 \| 0 \| \| 4 \| 5-9 \| 0 \| \| 0 \| 0-4 \| 4 \| |        |             |       |       |       |       |          |
| Статево-вікова піраміда |        |             |       |       |       |       |          |
| Чоловіки | Вік    | Жінки       |       |       |       |       |          |
| 0 | 85 +   | 0           |       |       |       |       |          |
| 4 | 80-84  | 0           |       |       |       |       |          |
| 8 | 75-79  | 0           |       |       |       |       |          |
| 0 | 70-74  | 8           |       |       |       |       |          |
| 0 | 65-69  | 8           |       |       |       |       |          |
| 0 | 60-64  | 0           |       |       |       |       |          |
| 4 | 55-59  | 4           |       |       |       |       |          |
| 0 | 50-54  | 0           |       |       |       |       |          |
| 4 | 45-49  | 0           |       |       |       |       |          |
| 0 | 40-44  | 8           |       |       |       |       |          |
| 4 | 35-39  | 8           |       |       |       |       |          |
| 4 | 30-34  | 0           |       |       |       |       |          |
| 12 | 25-29  | 4           |       |       |       |       |          |
| 0 | 20-24  | 0           |       |       |       |       |          |
| 0 | 15-20  | 0           |       |       |       |       |          |
| 12 | 10-14  | 0           |       |       |       |       |          |
| 4 | 5-9    | 0           |       |       |       |       |          |
| 0 | 0-4    | 4           |       |       |       |       |          |

## Економіка
2010 року серед 61 особи працездатного віку (15—64 років) 50 були активними, 11 — неактивними (показник активності 82,0%, у 1999 році було 79,4%). З 50 активних мешканців працювало 47 осіб (25 чоловіків та 22 жінки), безробітними було 3 (2 чоловіки та 1 жінка). Серед 11 неактивних 2 особи були учнями чи студентами, 9 — пенсіонерами, 0 були неактивними з інших причин.

У 2010 році в муніципалітеті числилось 57 оподаткованих домогосподарств, у яких проживали 114,5 особи, медіана доходів виносила 17 986 євро на одного особоспоживача